# Mannar
Mannar è una città dello Sri Lanka, situata nella Provincia Settentrionale.
| Controllo di autorità | VIAF (EN) 144367571 · LCCN (EN) n89113578 · J9U (EN, HE) 987007565181205171 |